# العلاقات النمساوية الغينية
العلاقات النمساوية الغينية هي العلاقات الثنائية التي تجمع بين النمسا وغينيا.

## مقارنة بين البلدين
هذه مقارنة عامة ومرجعية للدولتين:
| وجه المقارنة                                              | النمسا                                                    | غينيا       |
| --------------------------------------------------------- | --------------------------------------------------------- | ----------- |
| المساحة (كم2)                                             | 83.86 ألف                                                 | 245.86 ألف  |
| عدد السكان (نسمة)                                         | 8.81 مليون                                                | 12.72 مليون |
| الكثافة السكانية (ن./كم²)                                 | 105.06                                                    | 51.74       |
| العاصمة                                                   | فيينا                                                     | كوناكري     |
| اللغة الرسمية                                             | اللغة الألمانية، لغة الإشارة النمساوية ‏                   | لغة فرنسية  |
| العملة                                                    | يورو، شلن نمساوي، رايخ مارك، شلن نمساوي                   | فرنك غيني   |
| الناتج المحلي الإجمالي (بليون دولار)                      | 416.60 مليار                                              | 10.50 مليار |
| الناتج المحلي الإجمالي (تعادل القوة الشرائية) بليون دولار | 426.99 مليار                                              | 15.24 مليار |
| الناتج المحلي الإجمالي الاسمي للفرد دولار أمريكي          | 43.77 ألف                                                 | 531         |
| الناتج المحلي الإجمالي للفرد دولار أمريكي                 | 47.68 ألف                                                 | 1.22 ألف    |
| مؤشر التنمية البشرية                                      | 0.885                                                     | 0.411       |
| رمز المكالمات الدولي                                      | +43                                                       | +224        |
| رمز الإنترنت                                              | .at                                                       | .gn         |
| المنطقة الزمنية                                           | توقيت وسط أوروبا، ت ع م+01:00، ت ع م+02:00، أوروبا/فيينا ‏ | 00          |

## منظمات دولية مشتركة
يشترك البلدان في عضوية مجموعة من المنظمات الدولية، منها:
| علم المنظمة | اسم المنظمة                               | تاريخ انضمام النمسا | تاريخ انضمام غينيا |
| ----------- | ----------------------------------------- | ------------------- | ------------------ |
|             | مؤسسة التنمية الدولية                     | 28 يونيو 1961       | 26 سبتمبر 1969     |
|             | يونسكو                                    | 13 أغسطس 1948       | 2 فبراير 1960      |
|             | وكالة ضمان الاستثمار متعدد الأطراف        | 16 ديسمبر 1997      | 5 أكتوبر 1995      |
|             | الأمم المتحدة                             | 14 ديسمبر 1955      | 12 ديسمبر 1958     |
|             | الفريق المعني برصد الأرض                  | ?                   | ?                  |
|             | الاتحاد البريدي العالمي                   | ?                   | ?                  |
|             | البنك الدولي للإنشاء والتعمير             | 27 أغسطس 1948       | 28 سبتمبر 1963     |
|             | منظمة حظر الأسلحة الكيميائية              | ?                   | ?                  |
|             | مؤسسة التمويل الدولية                     | 28 سبتمبر 1956      | 22 أكتوبر 1982     |
|             | المركز الدولي لتسوية المنازعات الاستشارية | 24 يونيو 1971       | 4 ديسمبر 1968      |
|             | منظمة التجارة العالمية                    | ?                   | 25 أكتوبر 1995     |
|             | منظمة الشرطة الجنائية الدولية             | ?                   | ?                  |
|             | البنك الإفريقي للتنمية                    | ?                   | ?                  |

## وصلات خارجية
- موقع وزارة الخارجية النمساوية